# Долгий, Степан Иванович
Степан Иванович Долгий (1923—1943) — командир орудия 297-го отдельного истребительно-противотанкового дивизиона 322-й стрелковой дивизии 13-й армии Центрального фронта, старший сержант.

## Биография
Родился 7 января 1923 года в селе Олешня ныне Ахтырского района Сумской области в семье крестьянина. Украинец.
В 1938 году окончил 9 классов Чупаховской средней школы, а затем — курсы финансистов. Работал в колхозе села Олешня бухгалтером.
В Красной Армии с июля 1941 года. Участник Великой Отечественной войны с 1941 года. Кандидат в члены ВКП(б) с 1943 года. Сражался на Брянском и Центральном фронтах.
Командир орудия 297-го отдельного истребительно-противотанкового дивизиона (322-я стрелковая дивизия, 13-я армия, Центральный фронт), кандидат в члены ВКП(б), старший сержант Степан Долгий отличился в боях при освобождении Черниговской области.
16 сентября 1943 года у села Дроздовка (Куликовский район) ночью вступил в неравный бой с 8 танками. Первым снарядом подбил головной танк, который преградил путь остальным, и сорвал контратаку врага. Погиб в этом бою, не пропустив остальные 7 танков.
Похоронен в братской могиле в селе Дроздовка.

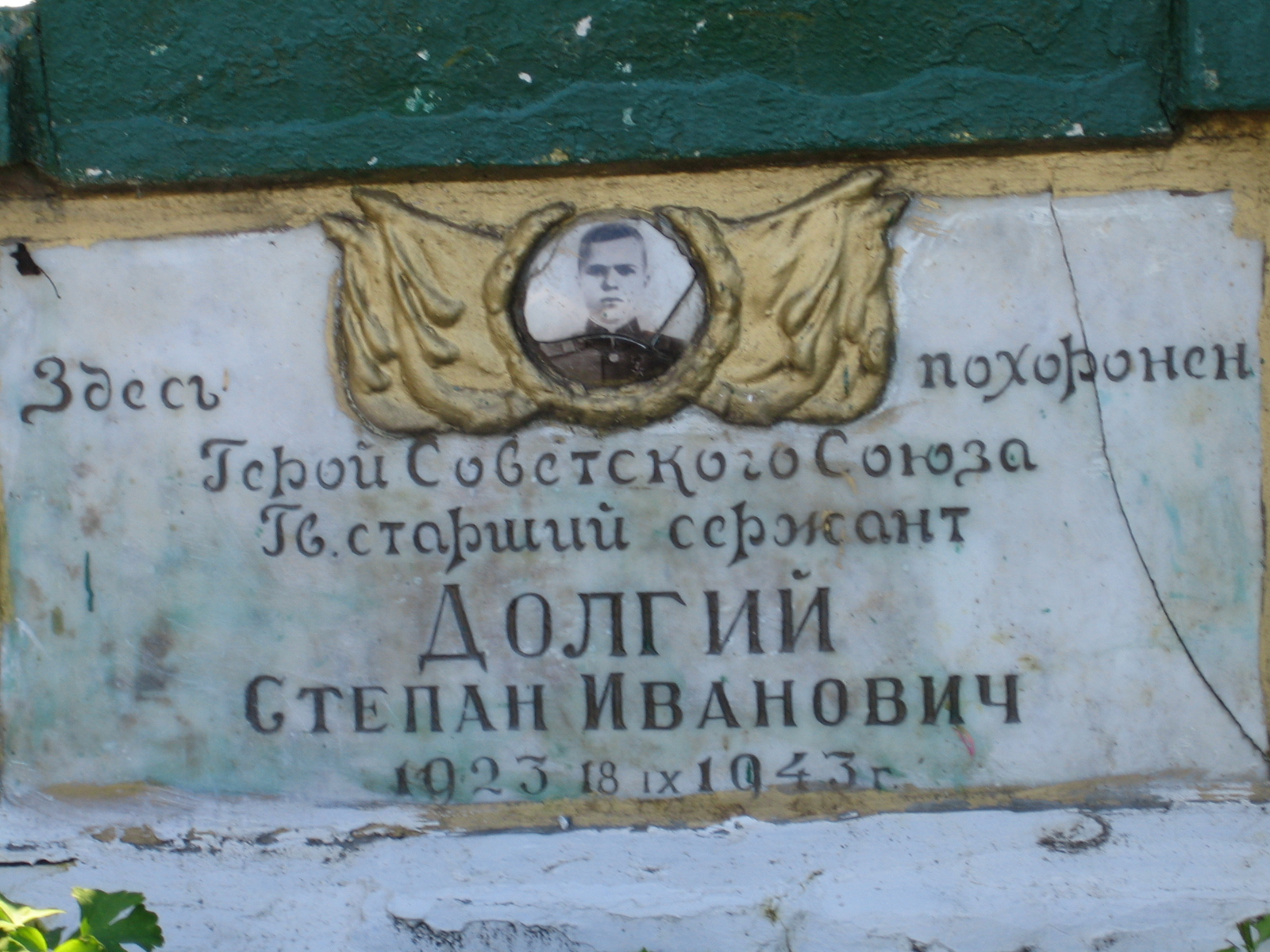
Могила С.И. Долгого

## Память
- В городе Ахтырка на Аллее Героев установлен бюст С.И. Долгого.
- Его именем названы улицы в родном селе Олешня и селе Дроздовка.

## Награды
- Указом Президиума Верховного Совета СССР от 16 октября 1943 года за образцовое выполнение боевых заданий командования на фронте борьбы с немецко-фашистскими захватчиками и проявленные при этом мужество и героизм, старшему сержанту Долгому Степану Ивановичу присвоено звание Героя Советского Союза (посмертно);
- орден Ленина;
- орден Отечественной войны 2-й степени;
- медали.